# バート・ブライジク
バート・ブライジク (独: Bad Breisig、 発音)はドイツ連邦共和国 ラインラント＝プファルツ州アールヴァイラー郡にある市で、バート・ブライジク連合自治体 (独: Verbandsgemeinde Bad Breisig) の行政庁所在地となっている。
ライン川の西岸、バート・ノイェンアール＝アールヴァイラーの南東約15kmに位置する。